# Classe Czilim
La classe Czilim (progetto 20910 secondo la designazione russa) sono una classe di hovercraft da pattugliamento, utilizzati dalla Guardia costiera della Guardia di frontiera dell'FSB russa.
La classificazione russa è in russo пограничный сторожевой катер?, pograničnyj storoževoj kater, "motovedetta di frontiera", abbreviato PSKA.

## Sviluppo
Gli Czilim sono stati i primi hovercraft per utilizzo militare sviluppati in Russia dopo il crollo dell'Unione Sovietica. Progettati dalla Almaz CMDB, il primo esemplare è stato impostato il 24 febbraio 1998, ed è entrato in servizio il 18 settembre 2000.
Dal punto di vista tecnico, sono piuttosto simili ai precedenti classe Gus, anche se le dimensioni sono decisamente inferiori. Si tratta di mezzi capaci di trasportare sei uomini completamente equipaggiati.

## Utilizzo
Gli Czilim sono stati progettati per svolgere operazioni di pattugliamento dei confini fluviali della Federazione Russa (in particolare il fiume Amur, al confine con la Cina), operati dai reparti della Guardia di frontiera dell'FSB russa. Nel 2004, risultavano in servizio un esemplare complessivamente. Questo mezzo, dopo il 2010, non erano più considerato operativo.